# Les Semailles et les Moissons (roman)
Cet article concerne le tome premier. Pour la série, voir Les Semailles et les Moissons. Pour le téléfilm, voir Les Semailles et les Moissons (téléfilm).
Les Semailles et les Moissons est le premier tome de la série littéraire homonyme. Il fut écrit par Henri Troyat et publié pour la première fois en 1953.
Ce roman est le premier volet sur cinq de cette suite romanesque. Il démarre en 1912 et relate le parcours de la jeune Amélie Aubernat, originaire d’un village de Corrèze. Le récit parle de sa famille, du deuil de sa mère, puis de son mariage avec Pierre Mazalaigue et de leur déménagement à Paris, où ils reprennent ensemble un petit café. Le roman s’achève lorsqu’elle accouche d’une fille nommée Elisabeth, alors que son mari vient de partir au front, mobilisé lors de la Guerre de 1914-1918.

## Résumé
En 1912, la famille Aubernat habite un petit village de Corrèze, La Chapelle-aux-Bois. Le père, Jérôme, est forgeron, tandis que son épouse Maria tient une boutique attenante à la forge, qui fait épicerie, mercerie et petite quincaillerie. Ils ont 2 enfants, Amélie, l’ainée, 17 ans, et Denis le plus jeune 12 ans. Maria veille sur cette famille avec rigueur et un sens moral où l’honneur des siens est plus important que tout.
Un dimanche, alors que tout le village est occupé à une entreprise archéologique sur un des terrains des Aubernat, Amélie, lors de la fête qui suit, sent ses premiers sentiments de jeune fille poindre au fond d’elle quand Jean Eyrolles, un des jeunes hommes du village, lui propose de danser. Après cette rencontre commence une relation sentimentale, mais de bonne famille, le père allant demander la main pour son fils aux parents de la jeune fille. S’ensuivent des fiançailles entre Amélie et Jean.
Cependant, un drame survient. Maria Aubernat tombe malade. Fébrile, elle est obligée de rester alitée, et soignée pendant plusieurs semaines, faisant même venir un médecin de Limoges, ami de la famille. Mais rien n’y fait, elle est tuberculeuse, et Maria s’éteint un soir avec sa fille à son chevet. La famille Aubernat va donc porter le deuil un an comme le veut la coutume. Il n’est donc plus question de mariage. Durant cette période, les futurs époux continuent de se voir, mais Amélie, marquée par le décès de sa mère qu’elle aimait tant, commence à douter de ses sentiments pour Jean. Si bien qu’elle finit par trancher entre la parole donnée, et son désir de liberté : elle a une discussion avec Jean pour lui annoncer qu’elle ne souhaite plus se marier.
Un jour, un incendie se déclare chez le sabotier du village. Son atelier brûle, ainsi que le bar de Pierre Mazalaigue. Tout le village vient stopper les flammes, mais le sabotier a tout perdu. Autour de la grande détresse de ces vieux artisans ruinés, une solidarité va se former, orchestrée par le jeune Pierre Mazalaigue qui avait repris le bar de son père décédé il y a peu. Amélie n’apprécie pas trop ce tenancier de bistrot. Elle considère son activité peu noble. Aussi est-elle surprise quand il vient dans sa boutique la première fois lui passer une grosse commande. Ses manières, son aplomb, ce qu’il représente ne lui plaisent guère. Aussi, se montre-t-elle froide et distante, lorsqu’il vient au magasin.
Mais, petit à petit, plus de doute, elle sent qu’il ne vient pas que pour lui acheter des denrées. Très vite, il lui déclare sa flamme, et son cœur se laisse chavirer. Elle aime cet homme, il est question de mariage et de vie commune. Lui veut vivre à Paris, elle non.
Finalement, ils se marient et partent vivre à Paris où Pierre trouve une situation. Mais Amélie, sans blesser son mari, lui fait comprendre qu'elle souhaite travailler avec lui et ne pas rester inactive. Une occasion se présente de reprendre un café. Au début réticente, Amélie finit par accepter et les voilà gérants d’un petit bistrot rue de Montreuil qu’ils aménagent ensemble avec goût, et grâce à leur enthousiasme réussissent à fidéliser une clientèle.
Amélie tombe enceinte quand la guerre de 1914-1918 se déclare. Pierre est mobilisé, et part à la guerre avant la naissance de son enfant. Amélie décide de fermer le café, préférant retourner dans son village près des siens pour donner naissance à une fille : Elisabeth.
La suite est racontée dans le deuxième tome de la saga, Amélie.

## Adaptation télévisuelle
Il a été adapté en un téléfilm homonyme, réalisé en 2001 par Christian François.